# جافين ماكنتوش
جافين ماكنتوش (بالإنجليزية: Gavin MacIntosh)‏ مواليد 22 مارس 1999 في توسون، الولايات المتحدة، هو ممثل أمريكي بدأ مسيرته الفنّية كعارض طفل سنة 2010، عندما كان عُمره 10 سنوات. إشتُهر بمسلسل الدراما ذا فوسترز المَعرُض على قناة أي بي سي للعائلة.

## المسيرة الفنية
بدأ ماكنتوش التمثيل بدور البطولة بالفيلم القصير Turns. كما شارك بعِدة أفلام قصيرة أخرى.
في سنة 2013 بدأ ماكنتوش دوراً متكرراً في مُسلسل الدراما «ذا فوسترز». في هذا المسلسل يُمثل ماكنتوش دور كونور، وهو دَور فَتى وسيم وطيب القلب يطور صداقة خاصة خجولة ومنعزلة مع صديقه جودي ادامز (يقوم بدوره هايدن بيرلي)، مما دَفع جودي الذي يبلُغ من العُمر 13 سنة إلى الإنجذاب الجنسي نحو كونور.
بالإضافة لمسلسلاته وأفلامه، ظَهَر ماكنتوش في العديد من الإعلانات التجارية الوطنية المُختلفة مثل: بيتزا هت، هوندا. وظَهر كطفل مراهق بإعلانات مطبوعة لـ ماتيل، غاب، بورشه، وأمور أخرى.
في 2 مارس 2015 بثّتْ أي بي سي للعائلة حَلقة من مسلسل "The Fosters" بِعنوان (Now Hear This) والتي تُظهر شخصية ماكنتوش يتبادل قبلة مُباشرة مع بيرلي؛ وبذلك تكون أصغر قُبلة إل جي بي تي على الإطلاق في تاريخ التلفاز الأمريكي.

## الأعمال
- بونز
- ذا فوسترز

## وصلات خارجية
- الموقع الإلكتروني
- جافين ماكنتوش على موقع IMDb (الإنجليزية)
- جافين ماكنتوش على موقع روتن توميتوز (الإنجليزية)
- جافين ماكنتوش على موقع ألو سيني (الفرنسية)
- جافين ماكنتوش على موقع أول موفي (الإنجليزية)
- جافين ماكنتوش على موقع قاعدة بيانات الفيلم (الإنجليزية)
- جافين ماكنتوش على موقع كينوبويسك (الروسية)